# Edmund Dalbor
Edmund Dalbor (Ostrów Wielkopolski, 30 ottobre 1869 – Poznań, 13 febbraio 1926) è stato un cardinale e arcivescovo cattolico polacco.

## Biografia
Nacque a Ostrów Wielkopolski il 30 ottobre 1869 da Władysław e Katarzyna Rutkowska Dalbor.
Papa Benedetto XV lo elevò al rango di cardinale nel concistoro del 15 dicembre 1919.
Morì il 13 febbraio 1926 all'età di 56 anni.

## Genealogia episcopale e successione apostolica
La genealogia episcopale è:
- Cardinale Scipione Rebiba
- Cardinale Giulio Antonio Santori
- Cardinale Girolamo Bernerio, O.P.
- Arcivescovo Galeazzo Sanvitale
- Cardinale Ludovico Ludovisi
- Cardinale Luigi Caetani
- Cardinale Ulderico Carpegna
- Cardinale Paluzzo Paluzzi Altieri degli Albertoni
- Papa Benedetto XIII
- Papa Benedetto XIV
- Papa Clemente XIII
- Cardinale Giovanni Carlo Boschi
- Cardinale Bartolomeo Pacca
- Cardinale Francesco Serra Cassano
- Arcivescovo Joseph Maria Johann Nepomuk von Fraunberg
- Cardinale Johannes von Geissel
- Vescovo Eduard Jakob Wedekin
- Cardinale Paul Ludolf Melchers, S.I.
- Cardinale Philipp Krementz
- Cardinale Anton Hubert Fischer
- Cardinale Felix von Hartmann
- Cardinale Edmund Dalbor

La successione apostolica è:
- Vescovo Władysław Krynicki (1918)
- Vescovo Wojciech Stanisław Owczarek (1918)
- Vescovo Antoni Laubitz (1925)